# Solpuga matabelena
Solpuga matabelena är en spindeldjursart som beskrevs av Chamberlin 1925. Solpuga matabelena ingår i släktet Solpuga och familjen Solpugidae. Inga underarter finns listade i Catalogue of Life.